# Cornelius Pinus
Cornelius Pinus war ein römischer Maler, der im dritten Viertel des 1. Jahrhunderts in Rom tätig war.
Plinius nennt ihn als Künstler, der gemeinsam mit Attius Priscus den von Vespasian wieder eingerichteten Tempel des Honos und der Virtus ausmalte, wobei Cornelius Pinus sich mehr an den klassischen Vorbildern orientierte als Attius Priscus. Da er mit dieser Aufgabe betraut wurde, wird er als einer der bedeutendsten Maler seiner Zeit betrachtet.